# Satya Nadella

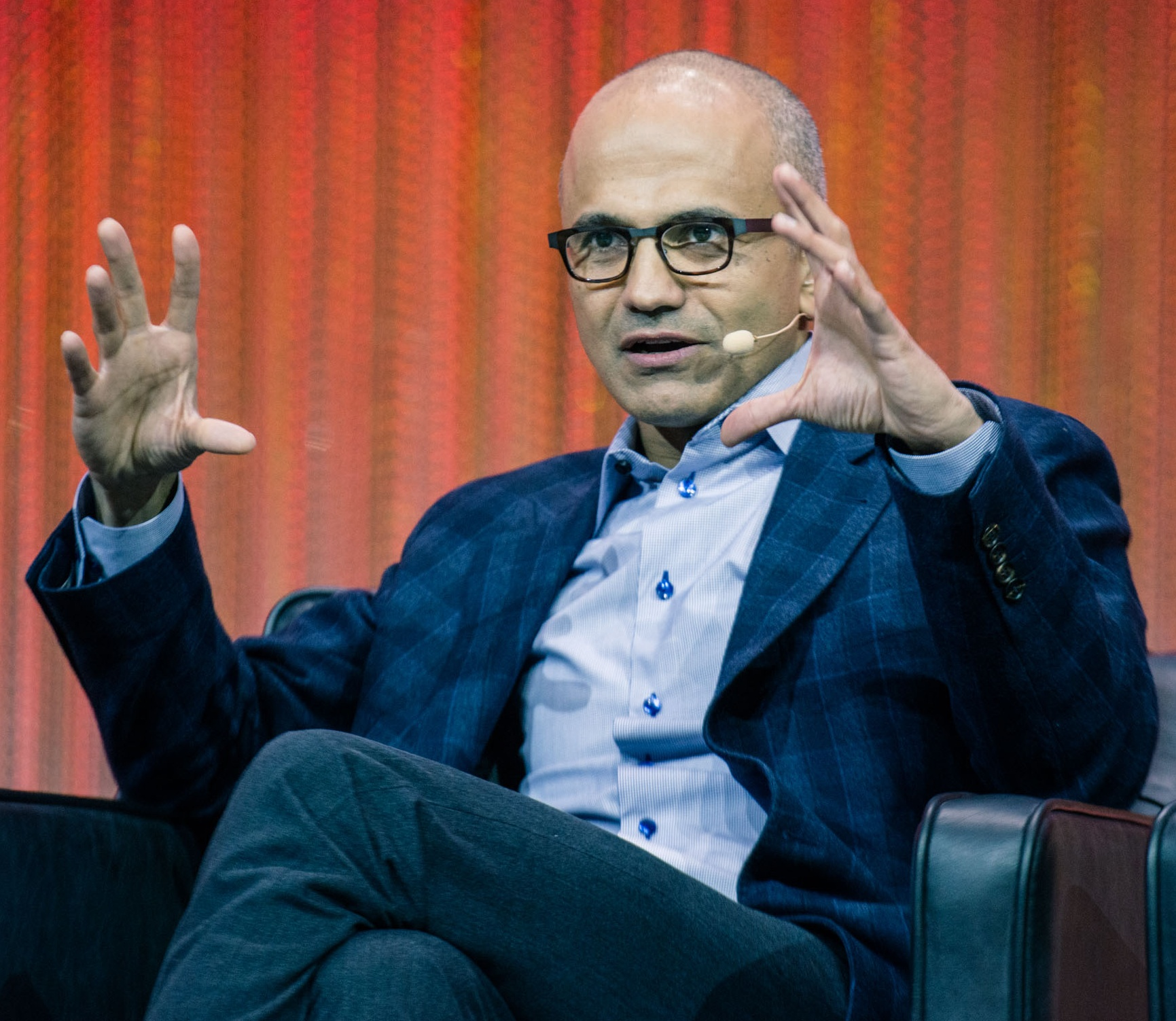
Satya Nadella auf der LeWeb (2013)

Satya Nadella (Telugu సత్య నాదెళ్ల) (* 19. August 1967 in Hyderabad, Indien) ist ein US-amerikanischer Informatiker und seit dem 4. Februar 2014 CEO von Microsoft als Nachfolger von Steve Ballmer. Im Juni 2021 wurde er auch als Chairman berufen.

## Leben
Satya Nadella kam als Sohn einer brahmanischen Familie in Hyderabad zur Welt, wo er auch aufwuchs. Nadella besuchte die Hyderabad Public School und das Manipal Institute of Technology in Manipal (Karnataka, Indien), das er mit dem akademischen Grad Bachelor of Engineering im Studiengang Electronics and Communications abschloss. Anschließend erwarb er 1990 an der University of Wisconsin–Milwaukee den Master of Science im Fach Computer Science und an der University of Chicago den Master of Business Administration.
Nach einer kurzen Zeit bei Sun Microsystems begann er 1992 seine Tätigkeit bei Microsoft. Bevor er im Februar 2014 die Nachfolge von Steve Ballmer als CEO antrat, war er für die Clouddienste des Unternehmens verantwortlich.
2022 wurde Nadella in die National Academy of Engineering gewählt, 2025 zum Mitglied der American Academy of Arts and Sciences.

## Privates
Nadella ist verheiratet und hat drei Kinder. Er wohnt mit seiner Familie im amerikanischen  Bellevue im Bundesstaat Washington.

## Veröffentlichungen
- Satya Nadella, Greg Shaw, Jill Tracie Nichols: Hit Refresh. The quest to rediscover Microsoft’s soul and imagine a better future for everyone. Harper Business, New York 2017, ISBN 978-0-06-265250-8.
- Satya Nadella, Greg Shaw, Jill Tracie Nichols: Hit Refresh. Wie Microsoft sich neu erfunden hat und die Zukunft verändert. 2. Auflage. Plassen, Kulmbach 2018, ISBN 978-3-86470-483-3. (Mit Quellenangaben und Literaturhinweisen)